# Avenida Paulista
La Avenida Paulista es una de las avenidas más importantes de la ciudad de São Paulo, capital del estado del mismo nombre en Brasil. Se encuentra en el límite entre la zona centro-sur, central y occidental y se extiende sobre una de las zonas más altas de la ciudad, llamada Cima Paulista.
Considerado uno de los principales centros financieros de la ciudad, así como uno de sus monumentos más característicos. La avenida revela su importancia no solo como centro económico, sino también como sitio cultural y de entretenimiento.
Debido al gran número de sedes corporativas, bancos, consulados, hoteles, hospitales, como el tradicional Hospital Santa Catarina y las instituciones científicas como el Instituto Pasteur, culturales, tales como el MASP y educativo, como el tradicional Colegio San Luis y la Escuela Estadual Rodrigues Alves, circulan todos los días la avenida, miles de personas de todas las regiones de la ciudad y otras partes. Además, la avenida es un importante eje vial de la ciudad que une avenidas importantes como la Dr. Arnaldo, Rebouças, Avenida Nove de Julho, Brigadeiro Luis Antonio, 23 de mayo, Consolação y la Avenida Angélica.
Según la Asociación Paulista Viva, la población residente en la avenida era de 5 mil personas en el 2014.

## Historia

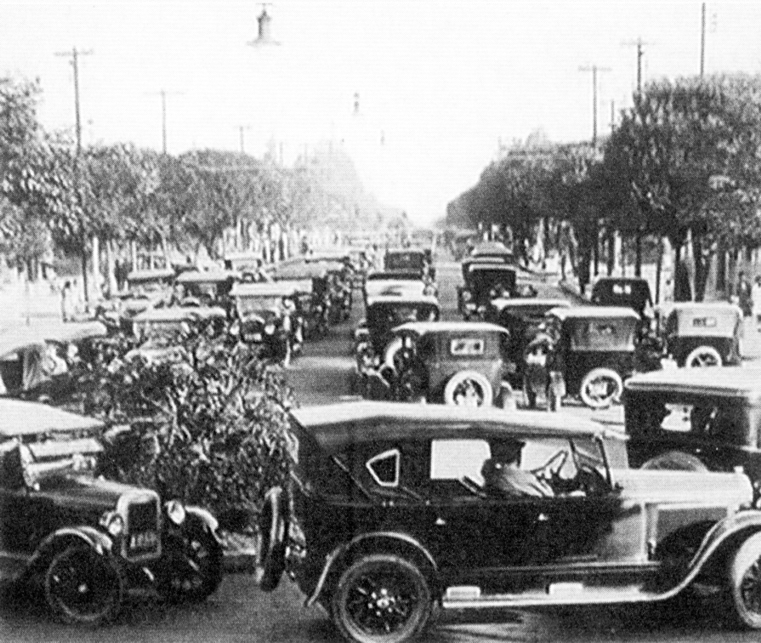
Avenida Paulista en 1928.

La avenida fue creada a fines del siglo XIX a partir del deseo de la elite cafetera del estado en poseer una residencia fija en la ciudad que no estuviese localizada demasiado cerca de las zonas más transitadas de la época, como la Praça da República, el barrio de Higienópolis y los Campos Elíseos. La avenida Paulista fue inaugurada el día 8 de diciembre de 1891, por iniciativa del ingeniero Joaquim Eugênio de Lima, para albergar a la elite de la sociedad paulista. Su nombre sería avenida das Acácias o Prado de São Paulo, pero de Lima declaró:

"Será avenida Paulista, en homenaje a los paulistas".

A fines de los años 20, su nombre fue cambiado a avenida Carlos de Campos, homenajeando al expresidente del estado; pero la reacción de la sociedad hizo que la avenida volviera a tener el nombre con el que fue creada y por el cual es conocida hasta los días de hoy.
La avenida fue abierta siguiendo padrones urbanísticos relativamente nuevos para la época: sus palacetes poseían reglas de implantación que, como conjunto, caracterizaron una ruptura con los tejidos urbanos tradicionales. Los nuevos palacetes incorporaban los elementos de la arquitectura ecléctica (tornando la avenida en una especie de museo de estilos arquitectónicos de períodos y lugares diversos) y de los nuevos emprendimientos estadounidenses: estaban todos aislados en el medio de los lotes en los que se implantaban, configurando un tejido urbano diferente al del resto de la ciudad, que alineaba la fachada de las edificaciones con el frente del terreno. Esto hizo que la avenida poseyera una amplitud de espacio inédita en la ciudad.
La avenida Paulista fue la primera vía pública asfaltada de São Paulo, con material importado de Alemania. Ese perfil estrictamente residencial de la avenida permaneció hasta mediados de la década de 1950, cuando el desarrollo económico de la ciudad llevaba nuevos emprendimientos comerciales y de servicios hacia regiones alejadas del centro histórico. En poco tiempo, prácticamente todos los palacetes de la avenida fueron vendidos y reemplazados por pequeños edificios comerciales y de oficinas.
Durante las décadas de 1960 y 1970, sin embargo, y siguiendo las directrices de las nuevas leyes de uso y ocupación del suelo, sumado a la valorización de los inmuebles incentivada por la especulación inmobiliaria; comenzaron a surgir en aquel lugar los ahora característicos espigones - edificios de oficina con un promedio de treinta pisos-.
El desfile conmemorativo del sesquicentenario de la Independencia de Brasil, el 7 de septiembre de 1972, se realizó en la avenida Paulista.
Durante ese período, la avenida atravesó una profunda reforma paisajística. Los carriles destinados a los vehículos fueron ensanchados y se crearon los actuales bulevares, caracterizados por un diseño en blanco y negro formado por mosaico portugués. El proyecto de rediseño de la avenida quedó a cargo de la arquitecta y paisajista Rosa Grena Kliass, mientras que el proyecto del nuevo mobiliario urbano de la avenida fue firmado por Ludovico e Martino.

## Características

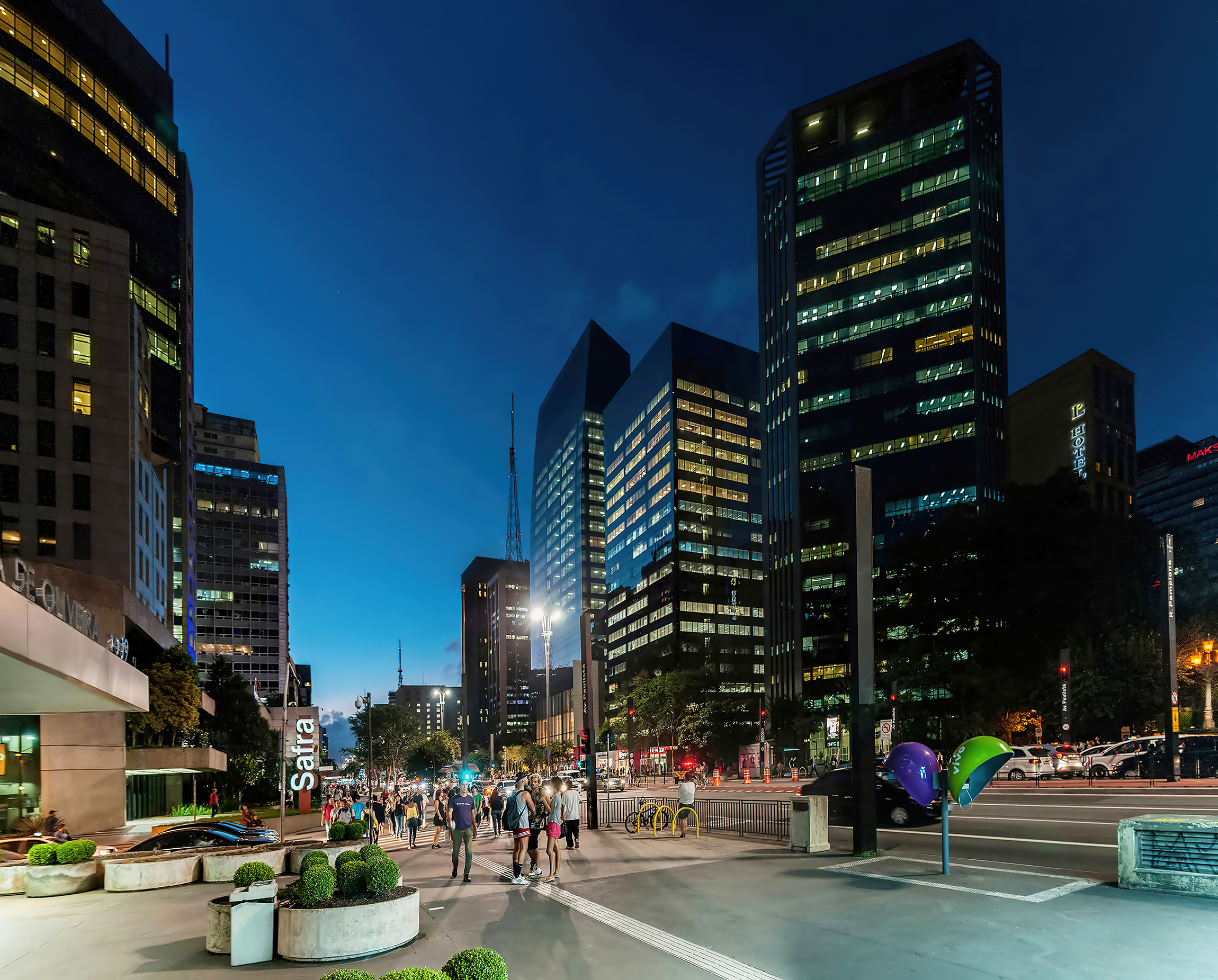
Avenida Paulista, uno de los principales núcleos de financieros de São Paulo, el mayor centro financiero de Latinoamérica.

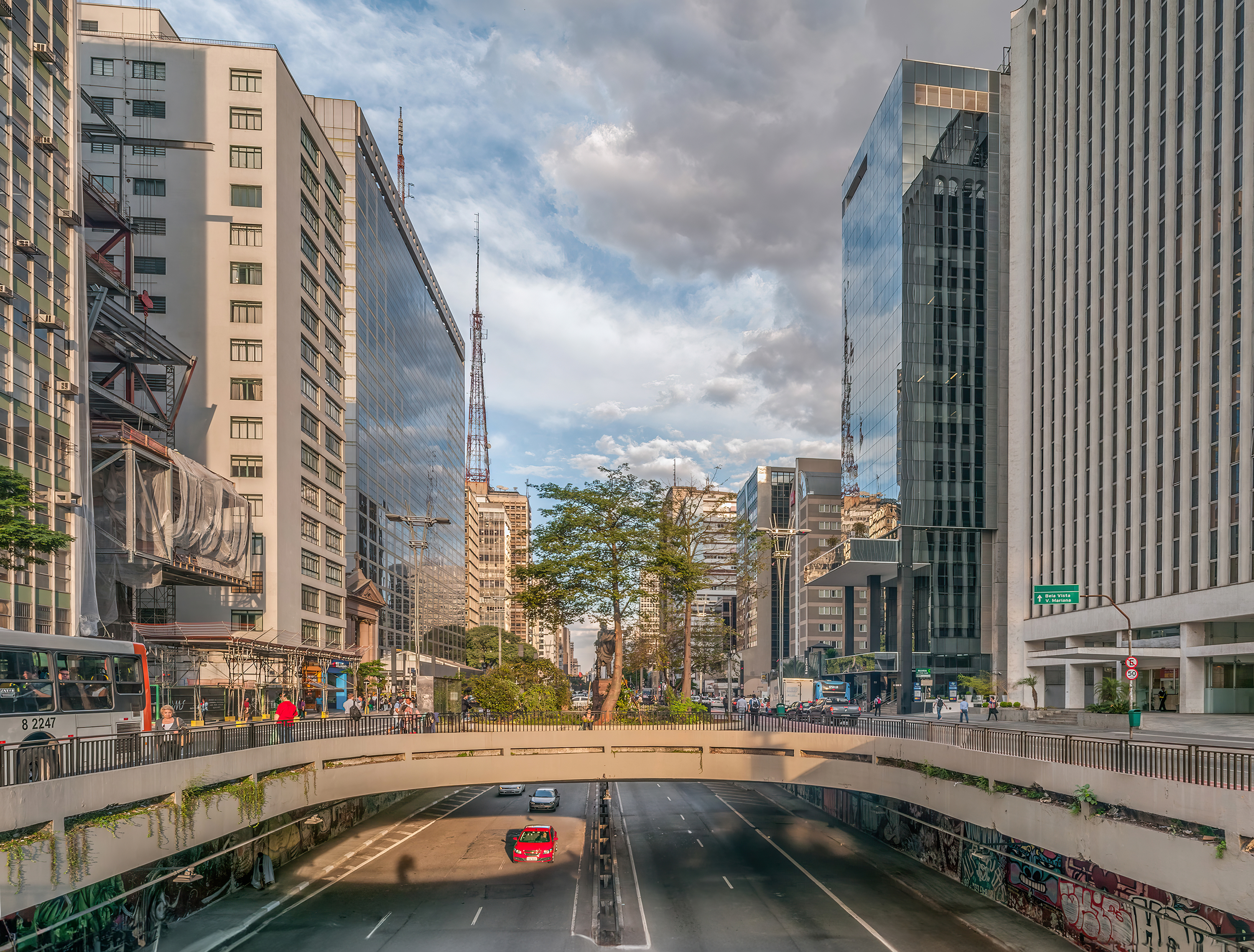
Avenida Paulista.

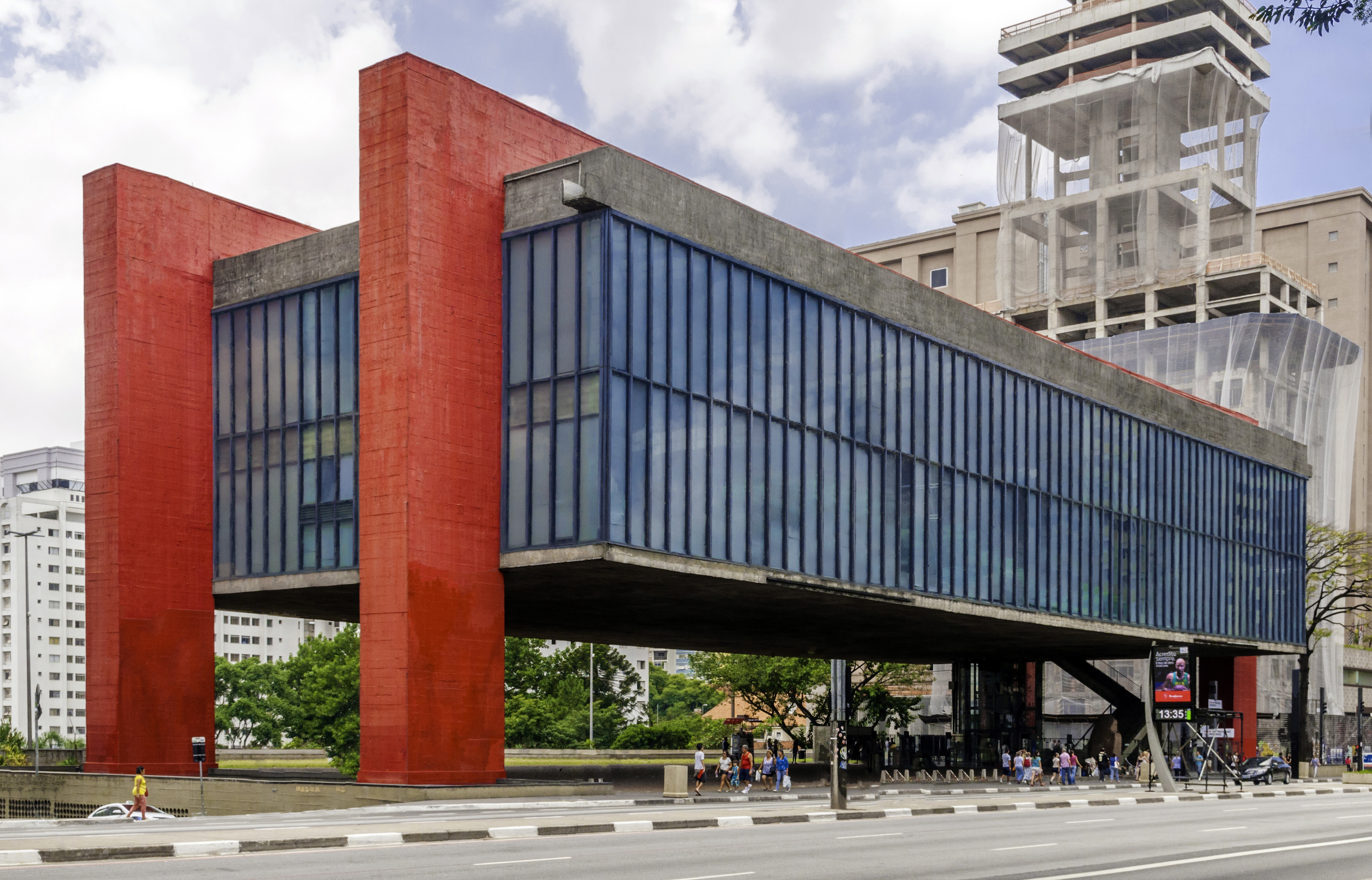
Museu de Arte de São Paulo (MASP), localizado en la avenida Paulista, enfrente del Parque Trianon.

La avenida posee muchos restaurantes que reciben diariamente a miles de personas que viven y trabajan en la zona. En ella se localiza el famoso Museo de Arte de São Paulo (MASP) y también el Parque Trianon. Posee sendas peatonales anchas y la línea 2 del metro paulistano sirve a toda la avenida.
Está el edificio de la FIESP, que también alberga al Sesi, que, a su vez, posee un teatro para presentaciones gratuitas y una biblioteca con un acervo vasto y muchos libros nuevos, permitiendo el préstamo gratuito a cualquier persona que dé un comprobante de su domicilio.
Es famosa también la antena del edificio de la Fundación Cásper Líbero. Es la más grande y alta de la avenida y llama la atención debido a su iluminación amarilla. El mismo edificio también es famoso por sus escaleras, por el Teatro Gazeta, por la sede de la TV Gazeta, de la Radio Gazeta FM, de la Facultad Cásper Líbero y por el cine Reserva Cultural.
En su conjunto arquitectónico, poseía varios caserones de los barones del café. Pocos de estos sobrevivieron, como es el caso de la Casa das Rosas, que hoy es pública, tiene una biblioteca y ofrece exposiciones y lanzamientos de libros.

### Edificios, lugares y acontecimientos destacados
- Justiça Federal - Fórum Cível Min. Pedro Lessa
- Justiça Federal - Tribunal Regional Federal - 3a. Região
- Advocacia-Geral da União - Procuradoria Regional da 3a. Região
- Consulado General de Argentina
- Consulado General de Chile
- Consulado General de Francia
- Consulado General de Italia
- Consulado General de Perú
- Prédio da Fundação Cásper Líbero, onde fica a faculdade homônima, a TV Gazeta e o Curso Objetivo
- Hospital Santa Catarina
- Shopping Center 3
- Conjunto Nacional
- Grupo Escolar Rodrigues Alves
- Casa das Rosas
- Instituto Pasteur
- Corrida de São Silvestre
- Belvedere Trianon
- Parque Tenente Siqueira Campos
- Residência Joaquim Franco de Mello
- Colégio São Luís
- Painel do Edifício Nações Unidas
- Banco Safra
- Edificio Top Center
- Túnel 9 de Julio
- Museo de Arte de São Paulo (MASP)
- Conjunto Nacional
- Restaurante Fasano
- Edificio Sul-Americano
- Maison Madame Rosita
- Torres de radio y TV - (Record, Globo, TV Gazeta, Kiss FM, Jovem Pan, Rede Gospel)
- Fiesp/Ciesp/Senai/Sesi - Edificio Luiz Eulálio Bueno Vidigal Filho
- Citigroup/Citibank
- Edificio Grande Avenida- Incendio de 1981
- Reloj Itaú
- Incendio en el Edificio de la CESP
- Praça Mal. Cordeiro de Farias
- Complexo Viário Paulista/Rebouças/Dr. Arnaldo
- Mural Volpi
- Metro - Linha 02 - Verde
- Parada do Orgulho GLBT
- Itaú Cultural
- Livraria Cultura
- Fnac